# Olga Tereshkova
Olga Alekseïevna Terechkova (en russe : Ольга Алексеевна Терешкова), née le 26 octobre 1984 à Tchimkent, en RSS kazakhe, est une athlète kazakhe spécialiste du 400 mètres. 

## Carrière
Olga Tereshkova est suspendue deux ans par la Fédération internationale d'athlétisme après un contrôle antidopage positif à la testosterone effectué lors des Championnats d’Asie 2011 où elle s'était imposé sur 400 m et avait remporté la médaille de bronze au titre du relais 4 × 400 m. La sanction prenant effet à compter du 18 août 2011, l'athlète kazakhe est également déchue de sa médaille d'argent obtenue aux Jeux mondiaux militaires et aux Universiade d'été de 2011.

## Palmarès
| Date | Compétition                  | Lieu      | Résultat | Épreuve   | Temps         |
| ---- | ---------------------------- | --------- | -------- | --------- | ------------- |
| 2001 | Championnats du monde cadets | Debrecen  | 4e       | 400 m     | 53 s 82       |
| 2002 | Jeux asiatiques              | Busan     | 2e       | 4 × 400 m | 3 min 31 s 72 |
| 2003 | Championnats d’Asie          | Manille   | 2e       | 4 × 400 m | 3 min 32 s 82 |
| 2005 | Championnats d’Asie          | Incheon   | 2e       | 4 × 400 m | 3 min 32 s 61 |
| 2006 | Coupe du monde               | Athènes   | 7e       | 400 m     | 52 s 57       |
| 2006 | Jeux asiatiques              | Doha      | 1re      | 400 m     | 51 s 86       |
| 2006 | Jeux asiatiques              | Doha      | 2e       | 4 × 400 m | 3 min 33 s 86 |
| 2007 | Universiade                  | Bangkok   | 1re      | 400 m     | 51 s 62       |
| 2007 | Jeux asiatiques en salle     | Macao     | 3e       | 400 m     | 53 s 89       |
| 2007 | Jeux asiatiques en salle     | Macao     | 1re      | 4 × 400 m | 3 min 37 s 59 |
| 2010 | Jeux asiatiques              | Guangzhou | 1re      | 400 m     | 51 s 97       |
| 2010 | Jeux asiatiques              | Guangzhou | 2e       | 4 × 400 m | 3 min 30 s 03 |
| 2011 | Universiade                  | Shenzhen  | finale   | 400 m     | DQ            |

### Records
| Épreuve    | Performance | Lieu           | Date            |
| ---------- | ----------- | -------------- | --------------- |
| 400 mètres | 51 s 27     | Rio de Janeiro | 22 juillet 2011 |